# 机制设计
機制設計是经济学的分支。 其核心是为达到特定的目的而设计賽局规则。 为达到此目的，设计者设定特定的规则结构，使得规则执行者自然而然的按照賽局规则操作。如此，賽局结构被认为达到设计目的。 賽局结果的质量取决于賽局规则与结果的相关度。近年來機制設計理論有很多重要的应用领域，包括電子市場、分散排程問題等等。
2007年，里奥尼德·赫维克兹、埃里克·马斯金和 罗杰·梅尔森「因奠定机制设计理论基础」而获得诺贝尔经济学奖。